# Skarbiec Ateńczyków
Skarbiec Ateńczyków (gr. Θησαυρός των Αθηναίων) – budowla znajdująca się na terenie sanktuarium Apollina w Delfach, w której przechowywano wota składane bogu przez Ateńczyków.
Zgodnie z informacją przekazaną przez Pauzaniasza budowla została wzniesiona jako wyraz dziękczynienia po zwycięstwie nad Persami w bitwie pod Maratonem w 490 roku p.n.e. Część badaczy podważa jednak wiarygodność tego przekazu, dowodząc, że budowla może być starsza. Ruiny skarbca zostały odsłonięte w 1893 roku przez członków francuskiej misji archeologicznej. Jego obecny wygląd jest efektem przeprowadzonych w latach 1903–1906 prac rekonstrukcyjnych.
Wzniesiona z marmuru paryjskiego budowla ma formę niewielkiej świątyni doryckiej w antach o wymiarach 6,62×9,69 m, wspartej od frontu na dwóch kolumnach i posadowionej na trójstopniowej krepidomie. Wewnątrz znajduje się jedna, duża komnata. Całą budowlę obiega fryz z tryglifami i trzydziestoma metopami ozdobionymi reliefami figuralnymi z przedstawieniami heroicznych czynów Tezeusza oraz Heraklesa. Akroteriony przedstawiały Amazonki na koniach. Przy rekonstrukcji budowli wykonano reprodukcje metop, oryginalne znajdują się na ekspozycji w Muzeum Archeologicznym w Delfach.
Na zewnętrznych ścianach budowli zachowały się inskrypcje, w tym dwa pochodzące z I wieku p.n.e. hymny do Apolla z zapisem nutowym.